# Donnelly, Minnesota
Donnelly är en ort i Stevens County i Minnesota. Vid 2020 års folkräkning hade Donnelly 221 invånare.